# Ліхтенберкський замок
Ліхтенберкський замок або Замок Ліхтенберк або Град Ліхтенберк (словен. Grad Lihtenberk, нім. Schloss Lichtenberg) — замок XIII сторіччя, що знаходиться в общині Шмартно-при-Літії в центральній Словенії, безпосередньо прилеглий до Богеншперкського замку. Він добре відомий за невелику асоціацію з істориком XVII століття Яном Вайкардом Вальвазором, хто володів його руїнами та називав себе (серед інших речей) «фон Ліхтенберг».

## Архітектура
Ліхтенберкський замок був мурованим замком з трьох-поверховим житловим палацем, залишки якого — єдине, що можна побачити сьогодні.

## Історія
Замок вперше з'являється в письмових джерелах в 1223 році, у вигляді згадки про його тодішнього власника, міністеріал з Аквілеї Альберт де Ліхтенберка; лицарі фон Ліхтенберга взяли замок у лицарів Андів, а ті — від лицарів Вішегорського. У 1250 році замок записаний як castrum Liechtemberch, в 1288 як castrum Leytemberch в 1338 як Pilgrimum de Liechtenberch, а в 1393 і 1396 просто як Lyechtenberg. Близько 1288 року замок був тимчасово окупований графом Тіроля Мейнхардом, який віддав його в феод, але Патріархат Аквілеї незабаром втрутився, щоб повернути замок до свого попереднього стану власності.
Наприкінці XV-го століття замок був отриманий в якості приданого Болтежара шляхетним Вагеном, імператорського адміністратора замків Гошперк в Планині та Штеберк в Церкниці, а також володаря Костельского замку біля річки Купи. До цього часу замок перебував у дуже поганому стані або ремонтувався, тому місце володаря перенесено в недавно побудований Богеншперкський замок неподалік. Доля Ліхтенберкського замку була остаточно вирішена землетрусом в Ідрія у 1511 році, який сильно пошкодив будівлю; у 1630 р. його власник Юрій Хейселль зруйнував те, що залишилося, і використав матеріали для консолідації і ремонту Богеншперка, практика, яку за століття продовжив Янез Вайкард Вальвазор.